# Otaku no Video
Otaku no Video (яп. おたくのビデオ Отаку но бидэо, букв. Видео об отаку) — аниме в формате OVA, выпущенное студией Gainax в 1991 году и рассказывающее о жизни отаку. В сюжет вставлены небольшие интервью, закрывающие временные промежутки.

## Сюжет
Главный герой, среднестатистический японец, Кэн Кубо, живёт со своей девушкой, Ёсико. Однажды, он случайно встречает своего старого школьного друга, Танаку, который знакомит Кэна со своими друзьями-отаку (художницей, коллекционером моделей оружия, фанатом научной фантастики, фанатом боевых искусств). Сдружившись с ними, Кубо погружается в бурлящий водоворот жизни отаку, из-за чего его бросает девушка. Видя негативное отношение к своему новому увлечению, Кубо решает стать отаку из отаку и как вершина своей мечты — построить «Отаку-Град». В конце OVA Кубо, добившийся известности и воплотивший свою мечту в жизнь, возвращает себе молодость и улетает искать Планету Отаку в роботе, в которого превращается Отаку-Град.

## Портрет отаку
В OVA вставлены небольшие интервью с отаку. Они представляют собой небольшие документальные фильмы, названные «Портрет отаку». Это интервью с разными людьми, которые были, или всё ещё считают себя отаку. Их лица закрыты мозаикой, а голоса были подвергнуты компьютерной обработке для того, чтобы никто не смог их узнать. В противоположность сюжету OVA, воспевающему образ отаку, «Портрет отаку», наоборот, выставляет их в чёрном свете. В конце второй OVA после нескольких недель расследований съёмочной группе удалось обнаружить настоящего отаку (прочих таковыми не называли), но взять у него интервью не удалось — отаку побил съёмочную группу и скрылся в неизвестном полиции направлении на высокой скорости.
Есть теория, что это аниме стало одним из факторов, которые и привели к тому, что слово «отаку» стали использовать на западе в привычном теперь значении «фанат аниме».

## Персонажи
Кэн Кубо (яп. 久保 健 Кубо Кэн) — Главный герой.
Сэйю: Кодзи Цудзитани
Танака (яп. 田中)
Сэйю: Тосихару Сакураи
Хино (яп. 日野)
Сэйю: Сигэру Накахара
Мисудзу Фудзихара (яп. 福原 美鈴 Фудзихара Мисудзу)
Сэйю: Юко Кобаяси
Ёсико Уэно (яп. 上野 美子 Уэно Ёсико)
Сэйю: Кикуко Иноуэ
Юри Сато (яп. 佐藤 由梨 Сато: Юри)
Сэйю: Юри Амано
Миёси (яп. 三善)
Сэйю: Масами Кикути
Иияма (яп. 飯山)
Сэйю: Тосиюки Морикава
Ямагути (яп. 山口)
Сэйю: Нобуо Тобита
Китадзима (яп. 北島)
Сэйю: Ватару Такаги
Ёсида (яп. 吉田)
Сэйю: Хидэюки Умэдзу
Иноуэ (яп. 井上)
Сэйю: Дзюнъити Канэмару
Мурата (яп. 村田)
Сэйю: Киёюки Янада
Ёко Накамару (яп. 中丸陽子 Накамару Ё:ко)
Сэйю: Рэна Курихара
Рю Кохаку (яп. 小白 龍 Кохаку Рю:)
Сэйю: Хидэюки Умэдзу
Бенкмен Канда (яп. バンクマン神田 Банкуман Канда)
Сэйю: Акио Оцука
Рассказчик (яп. ナレーション Нарэ:сён)
Сэйю: Акио Оцука

## Список серий
- 1982 Otaku no Video
- 1985 More Otaku no Video